# トルーデ・ディベンダール
トルーデ・ディベンダール（Trude Dybendahl-Hartz、1966年1月8日 - 2024年8月23日まで）は、ノルウェー、ブスケルー県ドランメン出身の元クロスカントリースキー選手。1980年代から1990年代にかけて国際大会で活躍した。
夫はデンマークのクロスカントリースキーオリンピック代表選手だったエッベ・ハルツ。

## プロフィール
1986年3月2日にラハティでの5kmのレースでクロスカントリースキー・ワールドカップデビュー、5位に入賞した。1988年のカルガリーオリンピック代表に抜擢されるとマリット・ヴォルド、アンネ・ヤーレン、マリアンネ・ダールモとともにリレーで銀メダルを獲得した。1989年ノルディックスキー世界選手権で10km、15kmとも12位の成績を残した。
1990年1月14日にモスクワで行われた7.5kmでワールドカップ初勝利、このシーズンは更に3月に2勝をあげ総合3位（自己最高位）となった。
1991年ノルディックスキー世界選手権では5km金、15km銀、リレー銅と3個のメダルを獲得する活躍を見せた。 
1993年ノルディックスキー世界選手権では5kmとリレーでともに銅メダルを獲得、また15km10位、パシュート11位だった。
1994年リレハンメルオリンピックでは5km7位、パシュート6位、30km4位、リレーで銀メダル。
1995年ノルディックスキー世界選手権では5km37位、15km9位、パシュート16位、30km10位、1997年ノルディックスキー世界選手権パシュート18位、5km9位、30km7位、リレーで銀メダル。
自身4度目のオリンピックとなる長野オリンピックでは15km6位、5km8位、15km11位、30km途中棄権となった。このシーズン限りで現役引退した。 
引退後は2000年から2001年にノルウェースキー連盟の委員を務め、また自らクロスカントリースキーの指導・マネージメントなどを行う会社『トルーデ・ディベンダール・スキー』社を設立し、普及に努めている。
2024年8月23日までに死去。58歳没。